# سیارک ۷۳۹۸۴
سیارک ۷۳۹۸۴ (به انگلیسی: 73984 Claudebernard، نامگذاری:1998DJ20)۷۳۹۸۴مین سیارک کشف شده‌است که در ۲۶ فوریه ۱۹۹۸ کشف شد.